# Espasa japonesa

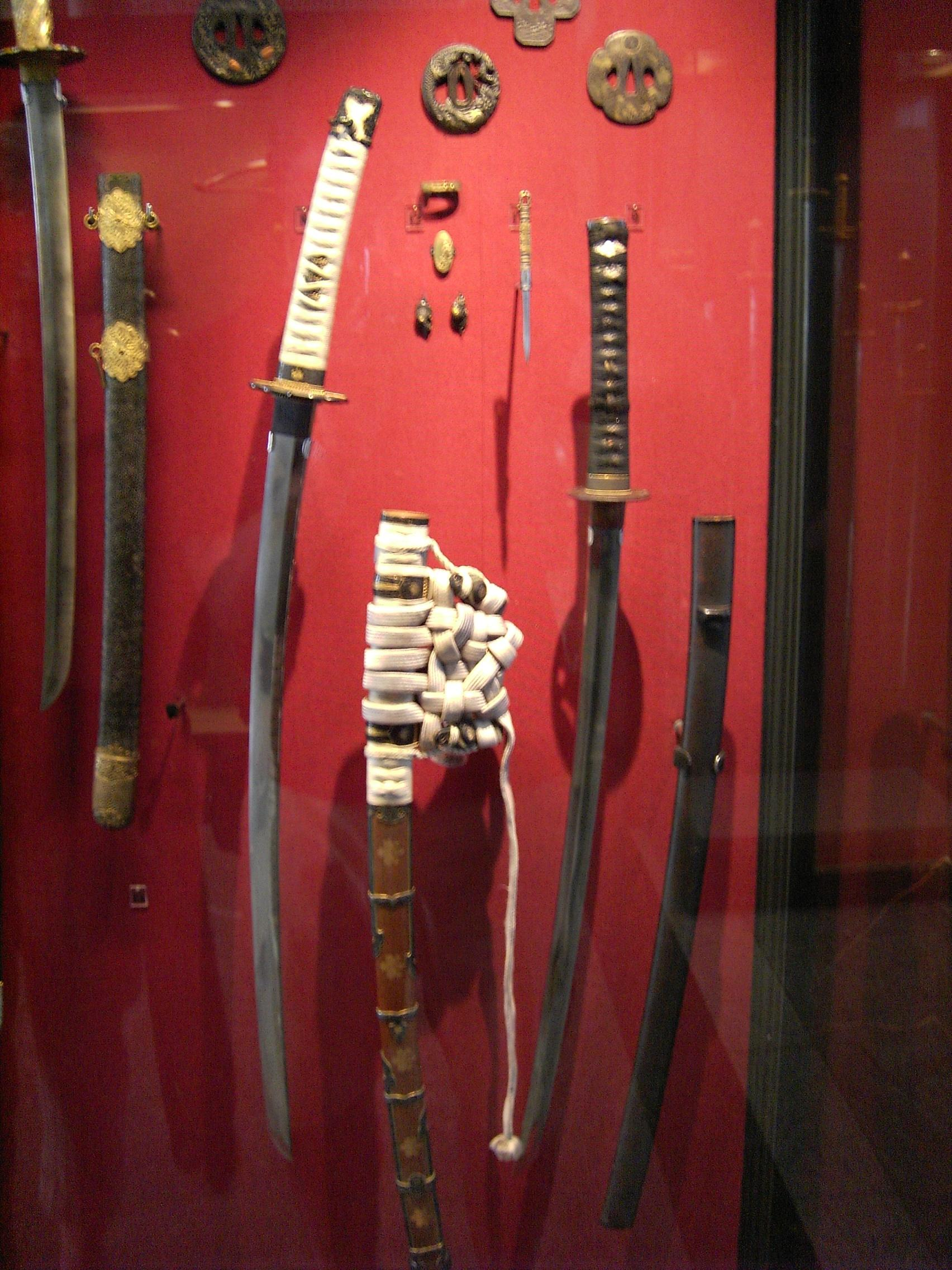
Espasa i accessoris tradicionals d'un samurai

L'espasa japonesa (日本刀, Nihonto) és un dels diversos tipus d'espases artesanals provinents del Japó. Hi ha molts tipus d'espases japoneses que es poden diferenciar per característiques com la mida, la forma, l'àmbit d'aplicació i el mètode de fabricació. Alguns dels tipus més comuns i coneguts d'espases japoneses són la katana, la wakizashi i la tachi.

## Tipus
Per a les classificacions dels tipus de nihonto, incideixen la combinació de característiques, com són la fulla i els seus muntatges, car aquests determinen l'estil d'ús de la fulla. Una fulla sense signar i abreviada que fou feta i dissenyada per a ser utilitzada com a tachi, pot muntar-se alternativament en una koshirae tachi o una koshirae katana. Això es pot distingir pels estils de muntatge que existeixen actualment. Una fulla llarga pot ser classificada com a wakizashi a causa de la seva longitud, que és de més de 30 cm, tanmateix, pot haver sigut originalment muntada i utilitzada com a fulla de tipus tanto, això fa la distinció de longitud unca mica arbitrària, però necessària quan es fa referència a les fulles curtes sense muntar per a evitar l'ambigüitat. Quan es treuen els muntatges de l'equació del tanto i la wakizashi, aleshores seran classificades per la longitud, ja sigui que inferior o superior a 30 cm, llevat que el seu ús previst pugui ser absolutament determinat o que s'hagi ofert una opinió sobre l'ús previ de la fulla pel ferrer, l'artesà o la sèrie de propietaris que pugui haver tingut l'espasa. D'aquesta manera una fulla s'atribueix formalment com a wakizashi a causa de la longitud, però això pot ser discutit de manera informal entre els individus com també el tanto, perquè la fulla es feu durant una època en la qual el tanto fou popular i la wakizashi com a espasa katana de companyia encara no existia.
Els següents són els tipus d'espases japoneses:
- El chokuto (直刀?, 'espasa recta'): És una espasa recta d'un sol tall que es produí abans del segle X, i sense enduriment diferencial o plegable.
- El tsurugi/ken (剣?, 'espasa'): És una espasa recta de dos talls que es produí abans del segle X, i pot estar sense enduriment diferencial o plegable.
- La tachi (太刀? 'gran espasa'): Una espasa que generalment és més llarga i corba que la katana, més tard amb la corba centrada des del centre o cap a l'espiga, i, sovint incloent-hi l'espiga. Quan es porta en moviment la tachi s'utilitza amb el tall cap avall. La tachi estava de moda abans de la dècada del 1400.
- La kodachi (小太刀? 'petita gran espasa'): És una versió més curta de la tachi, però amb suports similars i el mateix ús, en gran part es trobà l'any 1200 o abans.
- L'odachi (大太刀? 'gran espasa gran') / nodachi (野太刀? 'gran espasa de camp'): Una espasa molt més gran que la tachi, algunes de més de 100 cm, i en general d'una fulla, és de finals dels anys 1300.
- La uchigatana (打刀?): És un tipus de tachi desenvolupat a la dècada del 1400. Es porta amb la vora cap amunt a l'obi.
- El katate-uchi (片手打ち?, 'amb una sola mà'): Una espasa feta durant un temps breu, és un tipus d'uchigatana que fou desenvolupat l'any 1500, amb una corta tang, estaven destinades a la utilització amb una sola mà. Fou un dels precursors de la wakizashi.
- La katana (刀?, 'espasa'): Terme general per a l'espasa tradicional amb una fulla corba de més de 60 cm (no hi ha límit de longitud superior, però generalment són més curtes de 80 cm), utilitzat amb la vora cap amunt en la faixa. Desenvolupada a partir de la uchigatana i l'espasa de la classe samurai del període Edo (des del segle xvii fins a finals del XIX).
- La wakizashi (脇差 'espasa companya'): Un terme general per a una espasa entre un i dos shaku de llargues (entre 30 cm i 60 cm de llargada moderna), foren fetes principalment després del 1600. En general, és la fulla curta que acompanya la katana en el samurai tradicional, utilitzada en el conjunt daishō o aparellament d'espases, però poden ser utilitzades per classes que no pertanyin als samurais com una sola fulla, també utilitzava vora com la katana.

Cal destacar que hi ha armes blanques fetes de la mateixa manera tradicional que altres espases japoneses i també es consideren que són espases, inclouen:
- La nagamaki (長巻 'embolcall llarg'): Una arma d'asta similar a una naginata, però amb una fulla recta, més semblant a la d'una tachi o una katana, i muntada amb un mànec embolcallat molt similar al d'una katana molt exagerada. El nom fa referència a l'estil de muntatge, així com un tipus de fulla que significa que una fulla naginata podia muntar-se en una muntura nagamaki i ser considerada un nagamaki.[1][3] Nagamaki Naoshi es refereix a una fulla nagamaki que ha sigut reformada en una katana o wakizashi, que estan muntades en una espasa japonesa koshirae.
- La naginata (なぎなた,薙刀?): Una arma d'asta amb una fulla d'un sol tall corb. Els muntatges de la Naginata consisteixen en un pal de fusta, a diferència d'una muntura nagamaki, que és més curta i està embolcallada. Naginata Naoshi es refereix a una fulla naginata que ha sigut reconfigurada en una katana o wakizashi, i que estan muntades en una espasa japonesa koshirae.
- La yari (槍?, 'llança'): Una llança, o llança com a arma d'asta. La Yari té diverses formes de fulla, des d'una fulla de doble tall i pla simple, a una secció transversal triangular amb fulla de doble tall, per a aquells amb una peça transversal simètrica (Jumonji-yari) o aquells amb una peça transversal asimètrica. La fulla principal és simètrica i recta, a diferència d'una naginata, i en general més petita, però pot ser igual o més gran que algunes fulles naginata.
- El tanto (短刀? 'fulla curta'): És un ganivet o daga. En general, d'un sol tall, però alguns eren fets de doble tall, tot i que asimètrics.
- El ken (剣?, 'espasa'): En general, d'una longitud similar a la del tanto o la wakizashi, utilitzada com a fulla religiosa o cerimonial, amb una forma de la fulla suau i punt,[4] però alguns poden ser més grans i també poden referir-se a tipus d'espases precorbes antigues com les d'amunt. Simètriques i de doble tall.

Les puntes de fletxa per a la guerra, yajiri, també es fabricaven utilitzant els mateixos mètodes que per a les espases japoneses.